# 1906-os Tour de France
Az 1906-os Tour de France a francia kerékpárverseny negyedik kiírása. 1906. július 2-án kezdődött, Párizs-ból indult a mezőny és július 29-én ér véget, Párizsban. Ebben az évben is a pontozásos rendszert használták a sorrend megállapításánál, az 1905-ös évtől eltérően itt jobban számított az időkülönbség. A nyolcadik szakasz után csak 16 versenyző maradt, ezért az első nyolc szakasz pontozását újraszámolták.
Első alkalommal érintette az út a Massif Centralt, és a Lillében végződő szakasz után Douaibol indult a következő. Rövid szakaszon a németországi Elzász-Lotaringiát is útba ejtették. Hegyi szakaszokon engedélyezték a kisebb lánckerék használatát és bevezették a piros zászlót, amely a szakasz utolsó kilométerét jelzi.
Négy versenyzőt csalás miatt zártak ki, mert egyes szakaszokat vasúton tettek meg. Előfordult az is hogy a nézők szögeket szórtak az útra.

## Szakaszok
| Szakasz | Időpont    | Végpontok            | Hossz (km) | Szakaszgyőztes           | Összetett első  |
| ------- | ---------- | -------------------- | ---------- | ------------------------ | --------------- |
| 1.      | július 4.  | Párizs – Lille       | 275        | Émile Georget            | Émile Georget\| |
| 2.      | július 6.  | Douai – Nancy        | 400        | René Pottier             | René Pottier    |
| 3.      | július 8.  | Nancy – Dijon        | 416        | René Pottier             | René Pottier    |
| 4.      | július 10. | Dijon – Grenoble     | 311        | René Pottier             | René Pottier    |
| 5.      | július 12. | Grenoble – Nizza     | 345        | René Pottier             | René Pottier    |
| 6.      | július 14. | Nizza – Marseille    | 292        | Georges Passerieu        | René Pottier    |
| 7.      | július 16. | Marseille – Toulouse | 480        | Louis Trousselier        | René Pottier    |
| 8.      | július 18. | Toulouse – Bayonne   | 300        | Jean-Baptiste Dortignacq | René Pottier    |
| 9.      | július 20. | Bayonne – Bordeaux   | 338        | Louis Trousselier        | René Pottier    |
| 10.     | július 22. | Bordeaux – Nantes    | 391        | Louis Trousselier        | René Pottier    |
| 11.     | július 24. | Nantes – Brest       | 321        | Louis Trousselier        | René Pottier    |
| 12.     | július 26. | Brest – Caen         | 415        | Georges Passerieu        | René Pottier    |
| 13.     | július 29. | Caen – Párizs        | 259        | René Pottier             | René Pottier    |

| 1                          | René Pottier (FRA)        | Peugeot                 | 31  |
| 2                          | Georges Passerieu (FRA)   | Peugeot                 | 39  |
| 3                          | Louis Trousselier (FRA)   | Peugeot                 | 61  |
| 4                          | Lucien Petit-Breton (FRA) | Peugeot                 | 65  |
| 5                          | Émile Georget (FRA)       | Alcyon–Dunlop           | 80  |
| 6                          | Aloïs Catteau (BEL)       | Alcyon–Dunlop           | 129 |
| 7                          | Édouard Wattelier (FRA)   | Labor                   | 137 |
| 8                          | Léon Georget (FRA)        | Alcyon–Dunlop           | 152 |
| 9                          | Eugène Christophe (FRA)   | Labor                   | 156 |
| 10                         | Antony Wattelier (FRA)    | Alcyon–Dunlop           | 168 |
| 11                         | Georges Fleury (FRA)      | Rochet                  | 201 |
| 12                         | Ferdinand Payan (FRA)     | Chapmeyrache/MIC Cycles | 222 |
| 13                         | Léon Winant (FRA)         | —                       | 241 |
| 14                         | Georges Bronchard (FRA)   | Biguet                  | 256 |
| 82 versenyző, 14 célba érő |                           |                         |     |

| Szakasz | Hegy            | Magasság | Versenyző    | Ország  |
| ------- | --------------- | -------- | ------------ | ------- |
| 3       | Ballon d'Alsace | 1178     | René Pottier | Francia |
| 5       | Ĉote de Laffrey | 900      | René Pottier | Francia |
| 5       | Bayard          | 1246     | René Pottier | Francia |